# Гогоберідзе Леван Давидович
Леван Давидович Гогоберідзе (* 1896, Кутаїська губернія, Російська імперія — 1937, СРСР) — грузинський радянський державний і партійний діяч. Член РСДРП з 1916 року.

## Життєпис
Народився в селі Прідонаан-Джихаїші в родині дворянина. Після лютневої революції 1917 обіймав пост заступника голови Дживізлікської (поблизу Трапезунда) ради.
З лютого 1918 працював у Баку; член бюро Бакинського комітету, член Кавказького крайового комітету партії.
У травні 1919 року був одним з керівників страйку бакинських робітників проти мусаватистів.
З 1921 — голова Тіфліського ревкому, секретар місцевого комітету РКП(б); у 1923–1924 обіймав посаду заступника голови Ради народних комісарів Грузії.
У 1924–1925 роках — секретар Аджарського обкому партії.
З 1925 до 1926 року перебував на дипломатичній роботі в Парижі; у 1926–1930 — секретар ЦК КП (б) Грузії.
У 1930–1934 роках навчався в Інституті червоної професури та працював у Народному комісаріаті постачання СРСР.
З травня 1934 року — на партійній роботі в Єйську, Ростові-на-Дону. Був делегатом XIII, XV й XVI з'їздів партії.
Розстріляний у 1937.